# Muchowskie Wzgórza
Muchowskie Wzgórza – wzgórza w południowo-zachodniej Polsce, na Pogórzu Zachodniosudeckim, w województwie dolnośląskim. Zgodnie z podziałem fizycznogeograficznym (według Kondrackiego i Walczaka) jest to masyw należący do mikroregionu Pogórza Złotoryjskiego.

## Położenie
Wzgórza położone są na Pogórzu Kaczawskim, na obszarze Parku Krajobrazowego "Chełmy", w środkowo-zachodniej części Pogórza Złotoryjskiego, między miejscowościami Myślinów na północnym wschodzie a Muchowem na południowym zachodzie, około 5,5 km na zachód od centrum miejscowości Myślibórz.

## Charakterystyka
Niewielkie pasmo wzgórz pochodzenia wulkanicznego. Pasmo złożone jest z kilku niewielkich wzniesień nieprzekraczających wysokości 475 m n.p.m., jednak ze względu na kształt zboczy nabrało charakteru małego pasma górskiego. Masyw ma kształt nerkowaty o długości ok. 3 kilometrów, rozciąga się równoleżnikowo, największą szerokość osiąga w środkowej części pasma. Najwyższym szczytem pasma jest Mszana (475 m), w części południowo-wschodniej wznosi się Obłoga.

## Budowa geologiczna
Muchowskie Wzgórza są zbudowane z bazanitu epoki mioceńskiej i stanowią część dawnego wulkanu z pokrywą zasadowej lawową. Bazanit budujący wzniesienie jest spękany w regularne słupy o średnicy od 30 do 40 cm, oraz w nieregularne pseudosłupy, o średnicy do 2 m, występujące w najwyższej części wzgórz. Słupy bazaltowe najlepiej są widoczne w wyrobisku dawnego kamieniołomu pod szczytem Mszany, od strony południowo-zachodniej.
W szczytowej partii Muchowskich Wzgórz, powyżej 450 m n.p.m., występują ściany i żebra skalne (klify mrozowe), o wysokości do 8 m. Poniżej występują rumowiska skalne, które tworzą duże ostrokrawędziste bloki skalne powstałe w plejstocenie w wyniku detrakcji i zamrozu. Rumowiska pokrywają terasy krioplanacyjne oraz niższe partie stoków.
Niższe partie stoków o łagodnym nachyleniu przykryte są utworami soliflukcyjnymi, u podnóża występują osady lodowcowe.

## Krajobraz
Krajobraz niskich gór o dobrze rozwiniętej rzeźbie peryglacjalnej niższej części wzgórz. Cały obszar zajmują lasy liściaste. Pierwotny charakter krajobrazu w większości został zachowany.

## Ochrona przyrody
Najwyższe partie wzniesień Mszanej i Obłogi w 2015 roku objęto ochroną rezerwatową jako rezerwat przyrody Mszana i Obłoga.